# Leonor de Guzmán (esposa de Pero López de Ayala)
Leonor de Guzmán (conocida también como Leonor Suárez de Toledo y Guzmán) fue señora del valle de Cuartango y Morillas (Álava).

## Progenitores
Era hija de Pedro Suárez de Toledo, señor de Bolaños y Casarrubios del Monte, y de María Ramírez de Guzmán.
Leonor, al igual que sus hermanos, usaron preferentemente el apellido y escudo heráldico de su madre María, lo cual ha causado confusión entre los genealogistas. Dicho escudo estaba compuesto por las clásicas calderas de Guzmán, orladas con armiños.

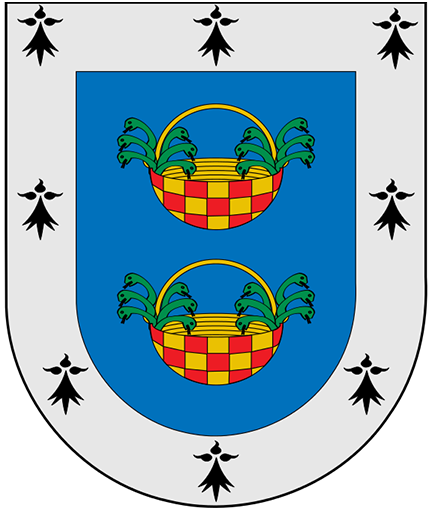
Escudo de Leonor de Guzmán

## Biografía
A lo largo de su vida, administró y defendió los señoríos y posesiones de la casa de Ayala, conjuntamente con su esposo, Pero López de Ayala. 
Su autoridad y capacidad de liderazgo despuntó en momentos especialmente críticos para el linaje, como el año 1385, en que, como consecuencia de la derrota sufrida en la batalla de Aljubarrota, Pero López de Ayala quedó preso en castillo de Óbidos (Portugal). Durante el cautiverio de su marido, Leonor tomó las riendas de la casa de Ayala; fue entonces cuando ordenó construir la casa-torre y fortaleza de Luchana en Baracaldo (Vizcaya). El edificio en cuestión desafiaba el poder de otras relevantes familias de la zona, como eran las de Butrón o Mújica, hasta el punto de que éstas no dudaron en recurrir al enfrentamiento armado. A pesar de ello, Leonor consiguió llevar finalmente a cabo las obras, gracias a que supo resistirse a los opositores y movilizar a sus aliados de las casas de Avendaño y demás linajes gamboínos.
Existen indicios que apuntan a que participó en la decoración de la capilla que su esposo ordenó edificar en el solar de Quejana, aneja al monasterio de San Juan.
En 1404 tuvo lugar la muerte de su yerno Ruy Díaz de Mendoza, quien, como fruto de la unión con su hija Mayor de Ayala, le habían dado como nieta a María Hurtado de Mendoza. Esta última, que era la primogénita del matrimonio y, en consecuencia, debía heredar los bienes de su padre, no pudo sin embargo hacerse cargo del patrimonio que le correspondía debido a que era menor de edad. Fue entonces su abuela Leonor quién, en calidad de tutora, asumió temporalmente la gestión del patrimonio y rentas del señorío de Martioda, que era el que había heredado María. Con el fin de ejercer más de cerca dicha tutoría, durante unos años, Leonor fijó su residencia en una de sus fortalezas de Morillas. Leonor se convirtió desde entonces en una figura referencial también para descendencia vinculada a la casa Hurtado de Mendoza.
Como otra muestra de su poder y valía, es importante señalar que Leonor asumió incluso el pago de la dote para las primeras nupcias de dicha María de Mendoza con Diego García de Toledo. Aunque al final éstas no llegaron a consumarse, la dote acordada ascendía a una cuantía de 2000 florines de oro y 20000 maravedís en ajuar (sin contar los otros 25000 que había prometido Pedro López de Ayala en su testamento para ayuda del casamiento de su nieta).
En 1412, estando en su fortaleza de Morillas, Leonor de Guzmán hizo donación de la aldea de Zaballa al convento de Santa Catalina de Badaya.

## Matrimonio y descendencia
De su unión con Pero López de Ayala nacieron los siguientes hijos e hijas:
- Fernán Pérez de Ayala y Guzmán que contrajo matrimonio con María de Sarmiento y Castilla.
- Elvira López de Ayala, que casó con Álvar Pérez de Guzmán, II señor de Gibraleón, de Palos y La Palma, alguacil mayor de Sevilla, almirante mayor de Castilla y adelantado de la Frontera.
- Pedro López de Ayala y Guzmán.
- María de Ayala y Guzmán, que casó con Pedro Ponce de León.
- Mayor de Ayala, que casó con Ruy Díaz de Mendoza.[9]

## Muerte y sepultura
Si bien en el monasterio de San Juan de Quejana aún se conserva el sepulcro donde en un principio iba a enterrarse, Leonor acabó siendo sepultada en otro lugar; hablamos de la capilla mayor del desaparecido convento de San Francisco en Vitoria. Allí, una inscripción junto a su tumba decía: "Aquí yaze la generosa señora D. Leonor de Guzmán y Mendoza, mujer que fue de D. Pedro López de Ayala, señor de la casa de Ayala, y abuela de D. María de Mendoza, señora de la casa de Martioda, murió en el año MCCCCXLVIII [1448]".